# Le Relecq-Kerhuon
Le Relecq-Kerhuon (en bretó Ar Releg-Kerhuon) és un municipi francès, situat a la regió de Bretanya, al departament de Finisterre. L'any 2006 tenia 10.659 habitants. El 9 de setembre de 2008 el consell municipal va aprovar la carta Ya d'ar brezhoneg. A l'inici del curs 2007 el 21,3% dels alumnes del municipi eren matriculats a la primària bilingüe.

## Demografia
| 1962                                       | 1968  | 1975  | 1982  | 1990   | 1999   |
| ------------------------------------------ | ----- | ----- | ----- | ------ | ------ |
| 6.526                                      | 7.001 | 8.499 | 9.286 | 10.569 | 10.866 |
| Des de 1962: població sense dobles comptes |       |       |       |        |        |

## Administració
| Període   | Identitat      | Partit  |
| --------- | -------------- | ------- |
| 1977-1983 | Guy Liziar     | PCF     |
| 1983-1995 | Julien Quére   | RPR/UDF |
| 1995-2008 | Marcel Dantec  | UMP     |
| 2008-     | Yohann Nédelec | PS      |